# ミッションヒルズ・ゴルフクラブ
ミッションヒルズ・ゴルフクラブ（Mission Hills Golf Club、中国名：观澜湖高尔夫球会）は中国・広東省深圳市竜華区にあるゴルフ場。216ホール、12コースは世界最大のゴルフコースであり、ギネス・ワールド・レコーズに登録されている。かつてはオメガ・ミッションヒルズ・ワールドカップ、2011年夏季ユニバーシアード深圳大会のゴルフ競技が開催された。

## コース
カッコ内は設計者
1. ワールドカップコース（ジャック・ニクラス）
2. ノーマンコース（グレグ・ノーマン）
3. アニカコース（アニカ・ソレンスタム）
4. エルスコース（アーニー・エルス）
5. ビジェイコース（ビジェイ・シン）
6. ファルドコース（ニック・ファルド）
7. オラザバルコース（ホセ・マリア・オラサバル）
8. デュバルコース（デビッド・デュバル）
9. オザキコース（尾崎将司）
10. レッドベターコース（デビッド・レッドベター）
11. ピート・ダイコース（ピート・ダイ）
12. 張連偉コース（張連偉、パー3コース）

## その他の施設
その他、隣接するホテル&リゾートだけでなく、51のテニスコート、ゴルフアカデミーもある。

## 協賛イベント
ミッションヒルズは、FCバルセロナ親善試合の冠スポンサーになった。（2007年8月、香港スタジアム開催）